# Obra Sindical del Hogar
L'Obra Sindical del Hogar y de Arquitectura fou un organisme espanyol creat el desembre de 1939, en els primers temps del franquisme amb l'objectiu de promoure i administrar la construcció d'habitatges a bon preu. Va estar adscrit a la Delegación Nacional de Sindicatos (sindicat únic vertical creat per la Falange); inicialment depenia del Ministeri de Governació i, a partir de 1957, del Ministeri d'Habitatge.
Durant els seus primers quinze anys gairebé no va promoure cap construcció, però l'any 1954 es va endegar el primer Pla Nacional de l'Habitatge i fou l'organisme promotor de diversos polígons d'habitatges protegits. A Catalunya destaquen els de Trinitat i Verdum (Barcelona, 1954), Onésimo Redondo (actualment La Florida, l'Hospitalet, 1954), Sant Roc (Badalona, 1956), La Pau (Barcelona, 1963), Sant Cosme (El Prat, 1964), Pomar (Badalona, 1967), 5 Rosas (Sant Boi, 1967), Badia (1971), Gornal (l'Hospitalet, 1972), etc.